# منزل نيما يوشيج (شميرانات)
منزل نيما يوشيج (بالفارسية: خانه نیما یوشیج) هو منزل تاريخي يعود إلى عصر دولة بهلوية، ويقع في مقاطعة شميرانات.